# Abadehellidae
Abadehellidae es una familia de foraminíferos bentónicos de la superfamilia Tetrataxoidea, del suborden Fusulinina y del orden Fusulinida. Su rango cronoestratigráfico abarca el Pérmico superior.

## Discusión
Clasificaciones más recientes incluyen Abadehellidae en el suborden Endothyrina, del orden Endothyrida, de la subclase Fusulinana y de la clase Fusulinata.

## Clasificación
Abadehellidae incluye al siguiente género:
- Abadehella †